# Leavittsburg, Ohio
Leavittsburg, Ohio (енгл. Leavittsburg) насељено је место без административног статуса у америчкој савезној држави Охајо.

## Демографија
По попису из 2010. године број становника је 1.973, што је 227 (-10,3%) становника мање него 2000. године.
| Група             | 2000.         | 2010.         |
| Белци             | 2.159 (98,1%) | 1.873 (94,9%) |
| Афроамериканци    | 8 (0,4%)      | 31 (1,6%)     |
| Азијати           | 0 (0,0%)      | 3 (0,2%)      |
| Хиспаноамериканци | 20 (0,9%)     | 18 (0,9%)     |
| Укупно            | 2.200         | 1.973         |